# San Salvatore di Fitalia
San Salvatore di Fitalia là một đô thị ở tỉnh Messina trong vùng Sicilia của Italia, có vị trí cách khoảng 120 km về phía đông của Palermo và vào khoảng 70 km về phía tây của Messina. Tại thời điểm ngày 31 tháng 12 năm 2004, đô thị này có dân số 1.573 người và diện tích là 14,9 km².
Đô thị San Salvatore di Fitalia có các frazioni (các đơn vị cấp dưới, chủ yếu là các làng) S.Antonio, Mallina, Dovera, Grazia, Scrisera, S.Adriano, S. Biagio, S.Lucia, Pagliazzo, và Bufana.
San Salvatore di Fitalia giáp các đô thị: Castell'Umberto, Frazzanò, Galati Mamertino, Mirto, Naso, Tortorici.